# .ax
.ax é o código TLD (ccTLD) na Internet para o arquipélago finlandês de Åland. Foi introduzido em 2006, onde até então todos os sites de Åland eram registrados através do subdominio .aland.fi.